# Hans-Joachim Preuss
Pour les articles homonymes, voir Preuss.
Hans-Joachim Preuss (né le 5 juin 1955 à Neuwied am Rhein) est un économiste agricole allemand.

## Biographie
Après avoir obtenu son diplôme d'études secondaires, Preuss a d'abord suivi un apprentissage commercial avant d'obtenir son diplôme d'entrée à l'université générale au College de Coblence.
Après un stage sociopédagogique au département jeunesse de l'Église évangélique de Rhénanie à Kastellaun (Hunsrück) et un stage agricole à Kirchberg (Hunsrück), il entame des études de sciences agricoles à l'université de Giessen, où il a obtenu son diplôme d'économiste agricole. Il a ensuite commencé des études de troisième cycle au German Institute of Development and Sustainability (DIE), Bonn,. En 1986, Preuss a commencé son activité professionnelle dans la coopération au développement à la GTZ en tant qu'assistant de projet en Mauritanie et a continué en tant qu'économiste de projet et chef d'équipe au Bénin. De 1991 à 1994, il a été chercheur associé au Centre de recherche sur le développement régional de l'université de Giessen, où il a obtenu son doctorat avec une étude de cas sur la recherche agricole axée sur des groupes cibles dans les pays en développement. Après son retour à la GTZ en 1994, il a été membre du département de développement de l'entreprise jusqu'en 1996,.
En 1996, Preuss a déménagé à la Welthungerhilfe à Bonn, où il a d'abord travaillé comme chef du département « Programmes et projets ». De 2003 à 2009, il a été secrétaire général de la Welthungerhilfe et a dirigé l'organisation en tant que directeur général. Le 1er juillet 2009, Hans-Joachim Preuss est devenu directeur général de la GIZ (GTZ) et est membre du conseil d'administration de cinq membres depuis 2011. De 2018 à 2021, H.J. Preuss a été représentant national de la Fondation Friedrich-Ebert à Cotonou, Bénin,,.
Depuis 2014, Preuss est l'agrégé à l'Institut de sciences politiques et de sociologie de l'université de Bonn. Il enseigne notamment sur les questions allemandes et européennes de développement et de politique de sécurité avec l'Afrique, les Caraïbes et les États insulaires du Pacifique. Il a de nombreuses années d'expérience professionnelle à différents niveaux dans diverses organisations gouvernementales, non gouvernementales et universitaires de coopération au développement en Allemagne et à l'étranger. Il était principalement préoccupé par les problèmes de développement et de sécurité en Afrique, par les mouvements migratoires mondiaux et l'avenir de la coopération internationale et a documenté ces considérations dans de nombreuses publications.
Preuss est membre de la SPD depuis de nombreuses années et membre de l'association locale de la SPD à Troisdorf depuis 1996. Il est également président du conseil d'administration du 'Berlin Governance Platform GmbH', membre du conseil d'administration de l'Andheri-Hilfe e.V. Bonn et président de la maison d'hôtes et de conférence Hunsrück e.V.,.

## Publications notables
- (de) « Klimawandel und globale Wanderungsbewegungen », Flucht – Ursachen bekämpfen, Flüchtlinge schützen. Plädoyer für eine humane Politik, Munich, Oekom Verlag,‎ 2022, p. 39–44.
- (de) « 20 Jahre Afghanistan: Lehren für das deutsche Engagement in Krisenregionen », Zeitschrift für Außen- und Sicherheitspolitik, vol. 15,‎ 2022, p. 1–21.
- (de) « Der schleichende Niedergang der Demokratie in Benin. Konsequenzen für die Förderung von Rechtsstaatlichkeit und gutem Regieren in der internationalen Zusammenarbeit mit Westafrika. », Zeitschrift für Außen- und Sicherheitspolitik, vol. 13 (4),‎ 2019, p. 343–356.
- (de) Forced Displacement and Migration – Approaches and Programmes of International Cooperation, Wiesbaden, 2022 (édité avec: Christoph Beier und Dirk Messner).
- (de) « Potenziale und Grenzen der Zusammenarbeit von staatlichen und nichtstaatlichen Organisationen in Entwicklungspolitik und internationaler Zusammenarbeit », Strategisches Management humanitärer NGOs. Springer Gabler, Berlin, Heidelberg,‎ 2018.
- (de) « Fragile Staatlichkeit in Afrika. Was kann Entwicklungszusammenarbeit leisten? », eitschrift für Außen- und Sicherheitspolitik, vol. 6,‎ 2013, p. 309–318.
- (de) « Problems and Prospects of Agricultural Development in Cuba », Quarterly Journal of International Agriculture, no 2,‎ 2001. (avec: H. Gaese).
- (de) « Paysans, vulgarisateurs et chercheurs au sud du Bénin: Le trio déconnecté », Studien zur ländlichen Entwicklung, Münster, Hamburg, vol. 54,‎ 1996 (avec: A. Floquet and N. von der Lühe).
- (de) « Ländliche Entwicklung und regionales Ressourcenmanagement – Einführung und Überblick », Ländliche Entwicklung und regionales Ressourcenmanagement: Konzepte – Instrumente – Erfahrungen“, Gießen,‎ 1994 (avec: G. Roos).
- (de) « Vom Camarade zum Monsieur. Sozioökonomische Probleme der Strukturanpassung in Benin », Peripherie (Zeitschrift), vol. 46,‎ 1992, p. 47–70 (avec: D. Kohnert).
- (de) « Perspektiven Zielorientierter Projektplanung in der Entwicklungszusammenarbeit », Ifo-Studien zur Entwicklungsforschung, Londres, vol. 22,‎ 1992 (avec: D. Kohnert und P. Sauer).